# 富山市立堀川中学校
富山市立堀川中学校（とやましりつ ほりかわちゅうがっこう）は、富山県富山市にある市立中学校。
2020年時点で、日本海に位置する全ての中学校で一番生徒数が多い公立中学校である。(1025名)。

## 沿革
個別に出典が提示されていない箇所の出典→。
- 1947年4月10日 - 富山市立堀川中学校設立。同年4月15日に冨山中学校にて開校、校紋制定。
- 1948年9月10日 - 富山県立富山南部高等学校（現・富山県立富山高等学校）分室（後に富山県立富山女子高等学校を経て現、富山県立富山いずみ高等学校）に移転。
- 1950年11月10日 - 現在地に新校舎起工。
- 1951年11月10日 - 校舎第1期竣工（以降順次増築）、校章制定。
- 1952年4月1日 - 校舎第2期工事竣工に合わせ、全生徒が新校舎に入る。
- 1953年5月12日 - 堀川小泉からの近火の為校舎のうち約411坪が類焼[3]したため、同年5月18日から9月10日まで富山市立蜷川小学校に6教室の分室を設ける[4]（同年9月10日復旧）。
- 1954年4月1日 - 体育館兼講堂竣工。
- 1959年4月1日 - 校旗樹立式。
- 1965年7月1日 - 正門完成。
- 1971年4月1日 - 鉄筋第1期工事竣工（以降順次建設）。
- 1971年6月25日 - 火災警報器設置。
- 1975年4月21日 - センター方式による完全給食を実施。

## 校区
- 富山市立堀川小学校の一部
- 富山市立堀川南小学校
- 富山市立蜷川小学校[5]

## 周辺
- 富山県立富山いずみ高等学校
- 富山県立富山高等学校

## 著名な出身者
- 野上浩太郎（政治家、参議院議員）
- 桂米福（落語家）